# Европско првенство у атлетици у дворани 1985 — скок удаљ за жене
Такмичење у скоку удаљ у женској конкуренцији на 16. Европском првенству у атлетици у дворани 1985. године одржано је 1. марта  у Пиреју (Грчка).
Титулу европске првакиње освојену на Европском првенству у дворани 1984. у Гетеборгу нија бранила Сизан Херншо из Уједињеног Краљевства.

## Земље учеснице
Учествовало је 8. скакачица удаљ из 7 земаља.
1. Бугарска (1)
2. Западна Немачка (1)
3. Источна Немачкао (2)
4. Румунија (1)
5. Совјетски Савез (1)
6. Француска (1)
7. Чехословачка (1)

## Рекорди
| Рекорди пре почетка Европског првенства у дворани 1985.     | Рекорди пре почетка Европског првенства у дворани 1985. | Рекорди пре почетка Европског првенства у дворани 1985. | Рекорди пре почетка Европског првенства у дворани 1985. | Рекорди пре почетка Европског првенства у дворани 1985. | Рекорди пре почетка Европског првенства у дворани 1985. |
| ----------------------------------------------------------- | ------------------------------------------------------- | ------------------------------------------------------- | ------------------------------------------------------- | ------------------------------------------------------- | ------------------------------------------------------- |
| Светски рекорд                                              | Галина Чистјакова                                       | Совјетски Савез                                         | 7,25                                                    | Кишињев, Совјетски Савез                                | 16. фебруар 1985.                                       |
| Европски рекорд у дворани                                   | Галина Чистјакова                                       | Совјетски Савез                                         | 7,25                                                    | Кишињев, Совјетски Савез                                | 16. фебруар 1985.                                       |
| Рекорди европских првенстава у дворани                      | Карин Хенел                                             | Западна Немачка                                         | 6,77                                                    | Гренобл, Француска                                      | 21. фебруар 1981 .                                      |
| Најбољи светски резултат сезоне у дворани                   | Галина Чистјакова                                       | Совјетски Савез                                         | 7,25                                                    | Кишињев, Совјетски Савез                                | 16. фебруар 1985.                                       |
| Најбољи европски резултат сезоне у дворани                  | Галина Чистјакова                                       | Совјетски Савез                                         | 7,25                                                    | Кишињев, Совјетски Савез                                | 16. фебруар 1985.                                       |
| Рекорди после завршеног Европског првенства у дворани 1985. |                                                         |                                                         |                                                         |                                                         |                                                         |
| Рекорди европских првенстава у дворани                      | Галина Чистјакова                                       | Совјетски Савез                                         | 7,02                                                    | Пиреј, Грчка                                            | 12 фмарт 1985.                                          |

## Најбољи европски резултати у 1985. години
Десет најбољих европских такмичарки у бацању кугле у дворани 1985. године пре почетка првенства 1. марта 1985, имале су следећи пласман на европској и светској ранг листи. (СРЛ) 
| 1.  | Галина Чистјакова     | Совјетски Савез | 7,25 | 16. Фебруар | 1. СРЛ  | СР |
| 2.  | Јелена Хлопотнова     | Совјетски Савез | 7,17 | 16. фебруар | 2. СРЛ  |    |
| 3.  | Хелга Ратке           | Источна Немачка | 7,09 | 24. фебруар | 3. СРЛ  | НР |
| 4.  | Хајке Дауте           | Источна Немачка | 6,99 | 2. фебруар  | 4. СРЛ  |    |
| 5.  | Ева Муракова          | Чехословачка    | 6,97 | 2. фебруар  | 5. СРЛ  | НР |
| 6.  | Ирина Валукевич       | Совјетски Савез | 6,91 | 16. фебруар | 6. СРЛ  |    |
| 7.  | Татјана Проскурјакова | Совјетски Савез | 6,85 | 1. март     | 7. СРЛ  |    |
| 8.  | Јелена Синчукова      | Совјетски Sавез | 6,84 | 16. фебруар | 8. СРЛ  |    |
| 9.  | Олга Ануфријева       | Совјетски Савез | 6,81 | 8. фебруар  | 9. СРЛ  |    |
| 10. | Јелена Обисхајева     | Совјетски Савез | 6,78 | 8. фебруар  | 11. СРЛ |    |

Такмичарке чија су имена подебљана учествовале су на ЕП.

## Освајачи медаља
|                                   |                           |                             |
| Галина Чистјакова Совјетски Савез | Ева Муракова Чехословачка | Хајке Дауте Источна Немачка |

## Резултати

### Финале
Одржано је само финално такмичење јер је учествовало само 8 атлетичарки.
| Пласман | Атлетичарка       | Земља           | ЛР      | ЛРС  | #1 | #2   | #3 | #4   | #5 | #6   | Резултат | Белешка |
| ------- | ----------------- | --------------- | ------- | ---- | -- | ---- | -- | ---- | -- | ---- | -------- | ------- |
|         | Галина Чистјакова | Совјетски Савез | 7,25 СР | 7,25 |    |      |    |      |    |      | 7,02     |         |
|         | Ева Муракова      | Чехословачка    | 6,97    | 6,97 |    |      |    |      |    |      | 6,99     | НР      |
|         | Хајке Дауте       | Источна Немачка | 6,99    | 6,99 |    |      |    |      |    |      | 6,97     |         |
| 4.      | Хелга Ратке       | Источна Немачка | 7,09    | 7,09 | x  | 6.89 | x  | 6.73 | x  | 6.74 | 6,89     |         |
| 5.      | Јасмин Фајге      | Западна Немачка | 6,71    | 6,71 |    |      |    |      |    |      | 5,68     |         |
| 6.      | Вали Јонеску      | Румунија        | 6,92    | 6,71 |    |      |    |      |    |      | 5,68     |         |
| 7.      | Жералдин Бонин    | Француска       |         |      |    |      |    |      |    |      | 6,39     |         |
| 7.      | Софија Божанова   | Бугарска        |         |      |    |      |    |      |    |      | 6,35     |         |

Подебљани лични рекорди су и национални рекорди земље коју атлетичарка представља

## Укупни биланс медаља у скоку удаљ за жене после 16. Европског првенства у дворани 1970—1985.
|     | Земља                |    |    |    |    |
| --- | -------------------- | -- | -- | -- | -- |
| 1.  | Западна Немачка      | 4  | 4  | 2  | 10 |
| 2.  | Чехословачка         | 3  | 5  | 1  | 9  |
| 3.  | Совјетски Савез      | 2  | 1  | 1  | 4  |
| 4.  | Румунија             | 2  | 0  | 3  | 5  |
| 5.  | Источна Немачка      | 1  | 2  | 3  | 6  |
| 6   | Пољска               | 1  | 1  | 2  | 4  |
| 7   | Швајцарска           | 1  | 1  | 1  | 3  |
| 8.  | Уједињено Краљевство | 1  | 0  | 1  | 2  |
| 9.  | Бугарска             | 1  | 0  | 0  | 1  |
| 10. | Мађарска             | 0  | 2  | 0  | 2  |
| 11. | Италија              | 0  | 0  | 1  | 1  |
| 11. | Шведска              | 0  | 0  | 1  | 1  |
|     | Укупно {11}          | 16 | 16 | 16 | 48 |

| 1.  | Јармила Нигринова   | Чехословачка    | 2 | 3 | 1 | 6 |
| 2.  | Мета Антенен        | Швајцарска      | 1 | 1 | 1 | 3 |
| 3.  | Хајде Розендал      | Западна Немачка | 1 | 1 | 0 | 2 |
| 3.  | Лидија Алфејева     | Совјетски Савез | 1 | 1 | 0 | 2 |
| 3.  | Карин Хенел         | Западна Немачка | 1 | 1 | 0 | 2 |
| 3.  | Ева Муркова         | Чехословачка    | 1 | 2 | 0 | 3 |
| 7.  | Виорика Вископољану | Румунија        | 1 | 0 | 1 | 2 |
| 7.  | Сабине Евертс       | Западна Немачка | 1 | 0 | 1 | 2 |
| 9.  | Илдико Ердељи       | Мађарска        | 0 | 2 | 0 | 2 |
| 10. | Хајке Дауте         | Источна Немачка | 0 | 0 | 2 | 2 |
| 10. | Мирослава Сарна     | Пољска          | 0 | 0 | 2 | 2 |